# Lepanthes johnsonii
Lepanthes johnsonii är en orkidéart som beskrevs av Oakes Ames. Lepanthes johnsonii ingår i släktet Lepanthes och familjen orkidéer.

## Underarter
Arten delas in i följande underarter:
- L. j. costaricensis
- L. j. johnsonii